# Mali Paranak
Koordinati:   44°07′51″N, 15°02′15″E
Mali Paranak je majhen nenaseljen otoček v Jadranskem morju. Pripada Hrvaški.
Mali Paranak leži pred zalivom Sušica na jugovzhodnem koncu otoka Sestrunj.
Njegova površina meri 0,029 km². Dolžina obalnega pasu je 0,61 km. Najvišja točka na otočku je visoka 16 mnm.